# 林土太郎
林 𡈽太郎（はやし つちたろう、1922年3月24日 - 2015年7月9日）は、日本の録音技師である。

## 人物・来歴
1922年（大正11年）3月24日、京都府京都市に生まれる。
幼少のころはサイレント映画の時代で、映画好きになり、やがて片岡千恵蔵が主宰した片岡千恵蔵プロダクション（千恵プロ）が嵯峨野にもっていた「千恵蔵プロダクション撮影所」等に出入りするようになる。
15歳となった1937年（昭和12年）4月、千恵蔵プロが解散し、プロダクションごと日活京都撮影所に招かれるにあたり、同撮影所の録音部に入社、録音助手となる。
1942年（昭和17年）2月、第二次世界大戦開始による戦時統制で、日活の撮影所等の製作部門、大都映画、新興キネマが合併して大日本映画製作（のちの大映）が設立され、それにともなって大映京都撮影所録音部に継続入社した。その後、徴兵の召集を受け職場を離れたが、1945年（昭和20年）の終戦にともない、復社した。
1950年（昭和25年）、黒澤明が監督した『羅生門』に録音技師大谷巌のチーフ助手としてクレジットされる。1953年（昭和28年）、ヴェテラン・荒井良平監督の『水戸黄門地獄太鼓』で技師に昇進した。
1970年（昭和45年）、大映を退社、独立して｢京都シネ・スタジオ｣を設立した。独立第1作は、同年の岡本喜八監督の勝プロダクション作品『座頭市と用心棒』であった。大映は翌1971年（昭和46年）12月に倒産した。同じ大映京都撮影所出身の勝新太郎が主宰する勝プロダクションや西岡善信が主宰する映像京都、東映京都撮影所のテレビ映画を手がけた。
1994年（平成6年）、黛りんたろう監督の『RAMPO』の録音技師を務めたが、同作の奥山和由監督ヴァージョンはかつて助手時代に撮影所録音部の後輩であった紅谷愃一が務めた。2007年（平成19年）、草思社から著書『映画録音技師ひとすじに生きて - 大映京都六十年』を上梓する。
2015年（平成27年）7月9日、老衰のため京都市下京区の病院で死去した。満93歳没。葬儀・告別式は同11日に同市右京区で行われ、長男で録音技師・立命館大学映像学部映像学科教授の林基継が喪主を務めた。

## おもなフィルモグラフィ
- 『羅生門』 : 監督黒澤明、1950年 - 録音助手
- 『水戸黄門地獄太鼓』 : 監督荒井良平、1953年 - 技師昇進
- 『関の弥太っぺ』 : 監督加戸敏、1953年
- 『あばれ鳶』 Fighting Fire Fighter : 監督森一生、1956年
- 『弥太郎笠』 Yatarō gasa : 監督森一生、1957年
- 『七番目の密使』 The 7th Secret Courier for Edo : 監督森一生、1957年
- 『桃太郎侍』 Freelance Samurai : 監督三隅研次、1957年

- 『続・座頭市物語』 : 監督森一生、1962年
- 『大魔神』 : 監督安田公義、1966年
- 『妖怪大戦争』 : 監督黒田義之、1968年

- 『座頭市と用心棒』 : 監督岡本喜八、1970年
- 『狐のくれた赤ん坊』 : 監督三隅研次、1971年
- 『子連れ狼 子を貸し腕貸しつかまつる』 : 監督三隅研次、1972年
- 『子連れ狼 三途の川の乳母車』 : 監督三隅研次、1972年
- 『子連れ狼 死に風に向う乳母車』 : 監督三隅研次、1972年
- 『子連れ狼 親の心子の心』 : 監督斎藤武市、1972年
- 『子連れ狼 冥府魔道』 : 監督三隅研次、1973年
- 『子連れ狼 地獄へ行くぞ!大五郎』 : 監督黒田義之、1974年
- 『本陣殺人事件』 : 監督高林陽一、1975年

- 『銭形平次』 : テレビ映画、1966年 - 1984年

- 『子連れ狼 その小さき手に』 : 監督井上昭、1993年
- 『RAMPO』 : 監督黛りんたろう、1994年

## ビブリオグラフィ
- 『映画録音技師ひとすじに生きて - 大映京都六十年』、草思社、2007年 ISBN 4794215711